# Carta estelar

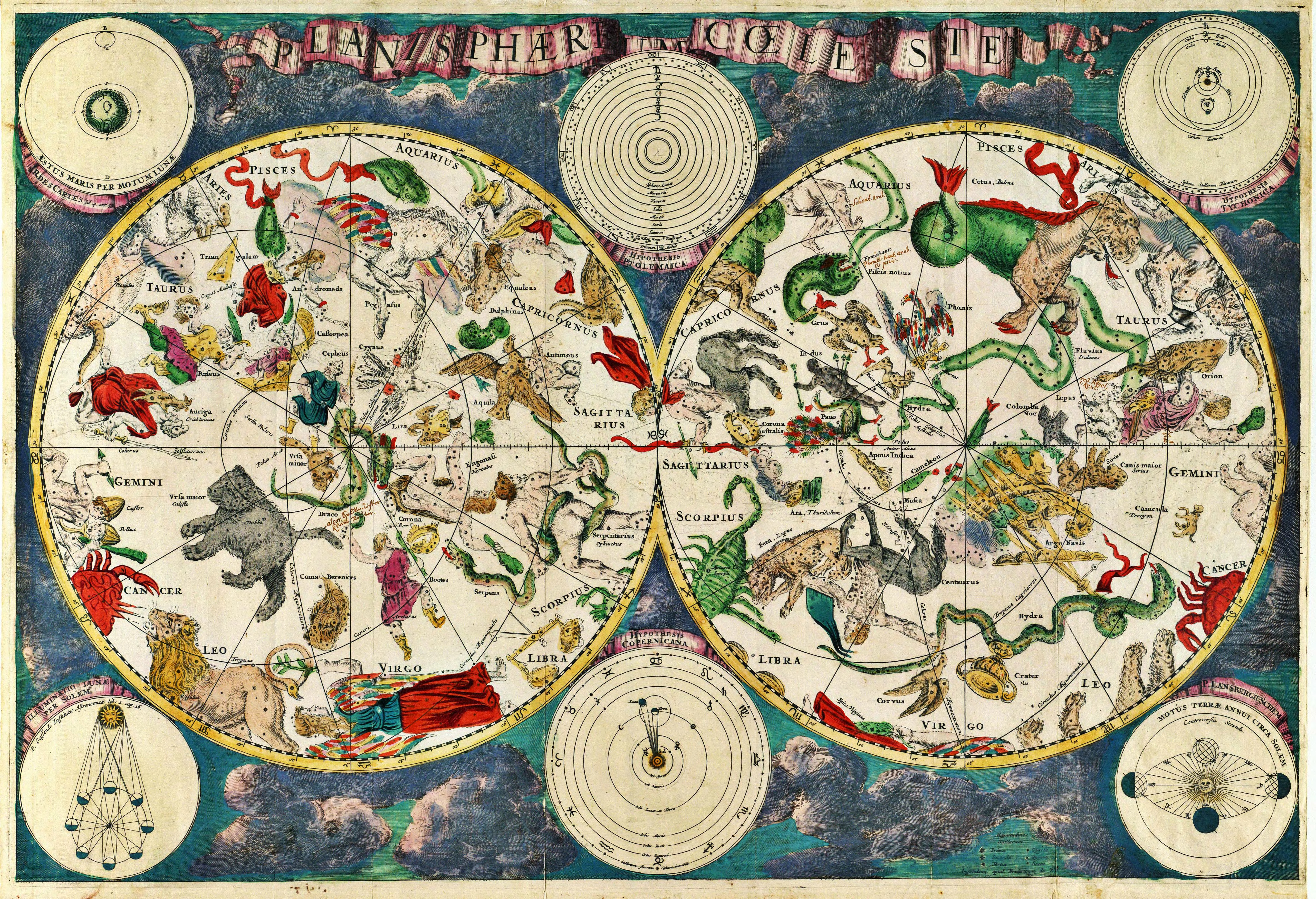
Un mapa celestial del, por el cartográfo holandés Frederik de Wit

Una carta estelar, atlas estelar o mapa de estrellas es un plano del cielo nocturno. Los astrónomos dividen estos mapas mediante una retícula para utilizarlos más fácilmente. Suelen identificar y localizar objetos astronómicos tales como estrellas, constelaciones y galaxias y cielo. Han sido utilizados para la navegación marítima desde tiempo inmemorial como instrumentos útiles destinados a posibilitar la orientación de los barcos en alta mar. Debe hacerse notar que un gráfico de estrellas no es igual que un catálogo astronómico (que se define como un listado o tabla de objetos astronómicos con un propósito particular). Las herramientas que se utilizan históricamente con las cartas estelares incluyen el astrolabio y el planisferio celeste.

## Historia

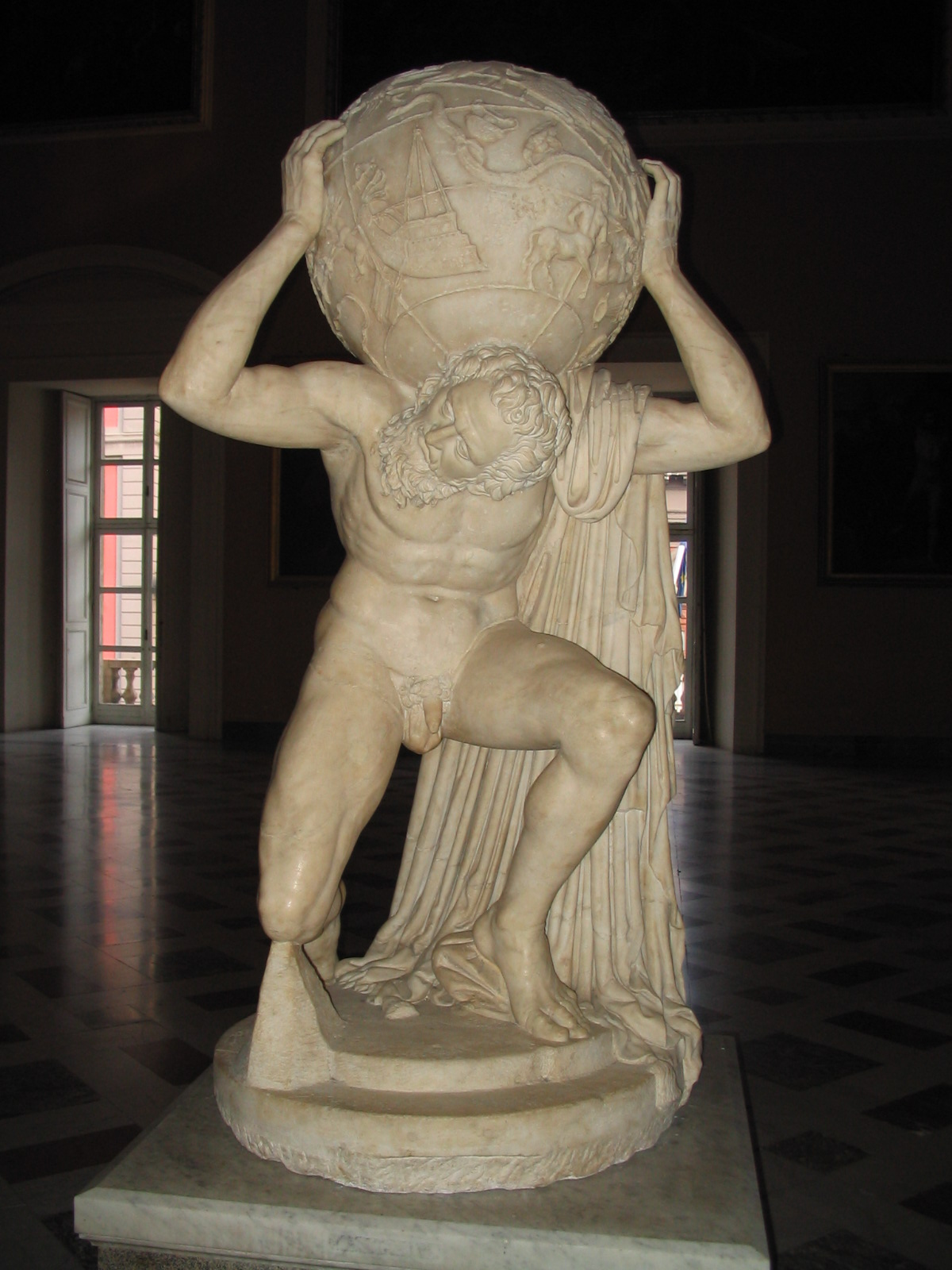
Atlas Farnesio en el Museo Arqueológico Nacional de Nápoles

### Prehistoria
El gráfico de estrellas conocido más antiguo puede ser un colmillo de mamut tallado descubierto en Alemania en 1979. Esta pieza tiene 32.500 años y contiene una talla que se parece a la constelación de Orión. Un dibujo en la pared de las cuevas de Lascaux en Francia tiene una representación gráfica del cúmulo abierto de estrellas de las Pléyades. Está datado entre 16.000 y 12.000 años de antigüedad, en el período Magdaleniense. El investigador Michael A. Rappenglueck, de la Universidad de Múnich,  ha sugerido que un panel en las mismas cuevas que representa la carga de un bisonte, un hombre con la cabeza de un pájaro y otra cabeza de un pájaro sobre una pieza de madera, en conjunto puede describir el triángulo de verano, que en aquella época era una formación circumpolar. El mismo investigador alemán descubrió una representación de la constelación Corona Borealis en la cueva de El Castillo (Puente Viesgo, Cantabria, España), que estaría datada en el mismo período que las mencionadas de Lascaux. Otro gráfico astronómico, creado hace más de 21.000 años, ha sido encontrado en la gruta de "La Tête du Lion". El bóvido de esta pintura puede representar la constelación de Tauro, con un patrón que sitúa las Pléyades justo por encima. El Disco Celeste de Nebra, un disco de bronce de 30 cm de diámetro datado en el año 1600 AC, incluye símbolos de oro con forma de osos generalmente interpretados como el sol o la luna llena, una luna creciente, numerosas estrellas incluyendo el grupo de las Pléyades y posiblemente la Vía Láctea.

### Antigüedad

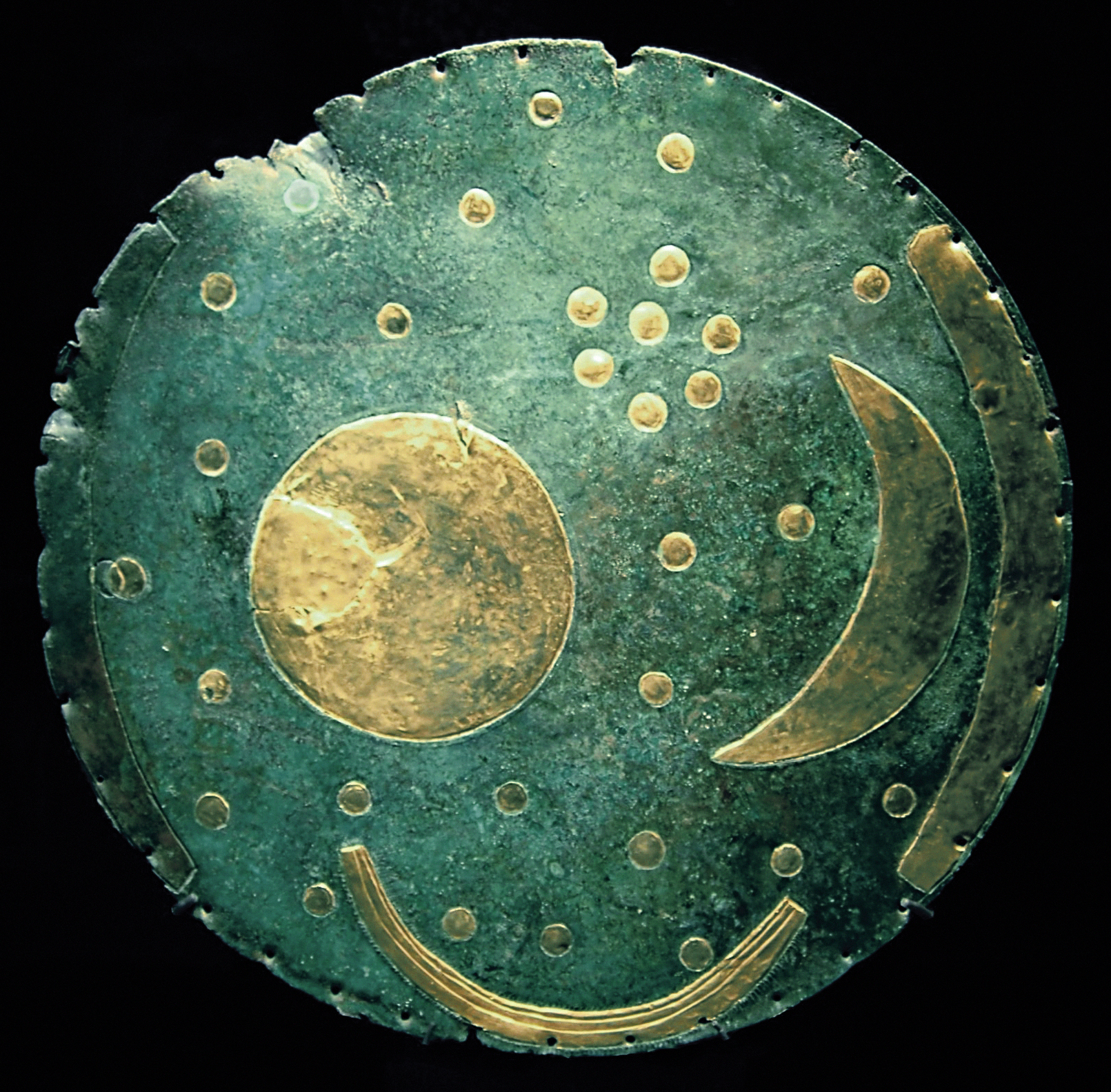
El disco de Nebra

La carta estelar exacta más remota conocida tiene su origen en la astronomía egipcia antigua, y está datada en el año 1534 AC. Los catálogos de estrellas conocidos más tempranos fueron compilados por los astrónomos babilónicos antiguos de Mesopotamia a finales del segundo milenio AC, durante el Período de los Casitas (hacia 1531–1155 AC).
Los registros de astronomía chinos más antiguos son anteriores al período de los Reinos Combatientes (476–221 AC). La representación gráfica china más vieja del cielo es una caja de laca datada en el 430 AC, a pesar de que esta representación no muestra estrellas individuales.
El Atlas Farnesio es una copia realizada en el siglo II de una estatua del período helenístico que describe al titán Atlas que aguanta la esfera celeste sobre sus hombros. Es la representación superviviente más antigua de las constelaciones griegas antiguas, e incluye una retícula de círculos que proporciona posiciones coordenadas. Debido a la precesión, las posiciones de las constelaciones cambian lentamente con el transcurso del tiempo. Comparando las posiciones de las 41 constelaciones respecto a los círculos coordenados, mediante una observación cuidadosa puede determinarse la época en la que se efectuaron las observaciones originales. Basándose en esta información, se ha determinado que la posición de las constelaciones catalogadas en la escultura se corresponde con una fecha situada en el intervalo de años 125 ± 55 AC. Esta evidencia indica que se utilizó el catálogo de estrellas del astrónomo griego Hiparco.
Un ejemplo del Egipto Romano de una representación gráfica del cielo nocturno es el Zodiaco de Dendera, datando en el 50 AC. Se trata de un bajorrelieve esculpido en un techo en el Templo de Dendera, con un planisferio que describe el zodiaco mediante representaciones gráficas. Aun así, las estrellas individuales no aparecen marcadas.

### Paleolítico
La evidencia más antigua conocida de algo parecido a una representación del cielo nocturno es incluso más antigua que lo que pueden considerarse los mapas más antiguos. 
En este sentido, un colmillo de mamut tallado, descubierto en Alemania en 1979, puede considerarse la carta estelar más antigua. Este objeto data de hace 32 500 años y presenta un diseño que recuerda a la Constelación de Orión..
Sin embargo, la mayoría de las pruebas paleolíticas, interpretadas como imágenes de constelaciones, consisten en pinturas murales. En las paredes de las cuevas de Lascaux, de hecho, se han observado puntos pintados que datan del 16 500 a. C. que representan el cielo nocturno y en los que se reconocen  Vega, Deneb y Altair (el llamado Triángulo de Verano), así como las Pleiades.

### Edad de Bronce
El Disco de Nebra, un disco de bronce en el que están representadas la luna llena, la luna menguante y las Pléyades, data del siglo XVIII o XVII a. C. Sin embargo, aún no se conoce el verdadero significado de este objeto.

### Edad Media
El mapa celeste superviviente más antiguo es un manuscrito descubierto en las Cuevas de Mogao (situadas en el noroeste de China y emplazadas junto a la Ruta de la Seda) denominado Carta Estelar de Dunhuang. Se trata de un rollo de 210 cm de longitud y 24,4 cm de ancho mostrando el cielo entre las declinaciones 40° sur y 40° norte en doce paneles, más un decimotercer panel que muestra el cielo circumpolar norte. En total están representadas 1.345 estrellas, agrupadas en 257 asterismos. La fecha de este gráfico es incierta, pero está estimada entre el año 705 y el 710.

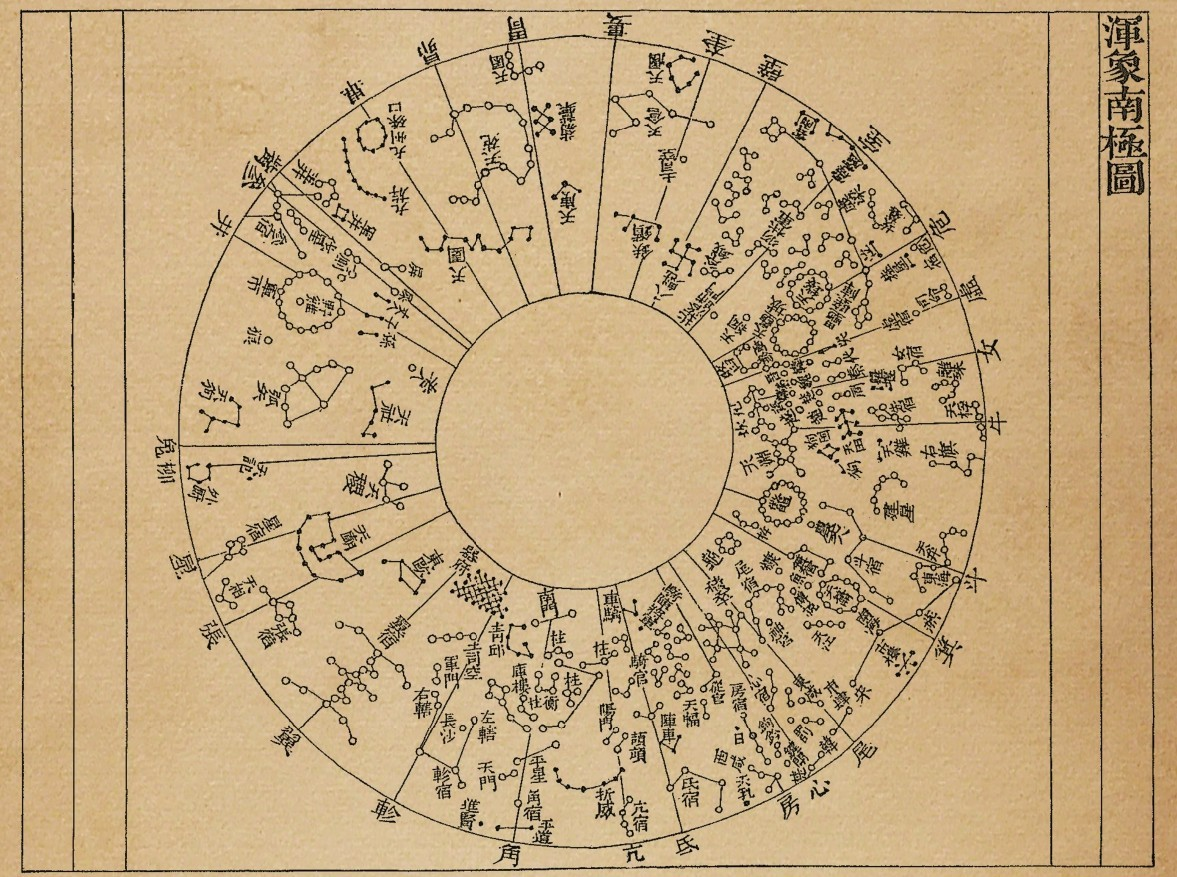
Carta estelar con la proyección polar del sur del globo celestial del astrónomo chino Su Song (1020–1101).

Durante la dinastía Song, el astrónomo chino Su Song escribió un libro titulado Xin Yixiang Fa Yao (Nuevo Diseño del Reloj Armillar), conteniendo cinco mapas con 1.464 estrellas, datados en 1092. En 1193, el astrónomo Huang Shang preparó un planisferio junto con un texto explicativo. Fue grabado en piedra en 1247, y todavía puede verse en el templo Wen Miao en Suzhou.
En la astronomía musulmana, el primer mapa estelar trazado con exactitud fue probablemente el conjunto de las ilustraciones producidas por el astrónomo persa Abd Al-Rahman Al Sufi en su trabajo del año 964 titulado Libro de las estrellas fijas. Este libro era una actualización de las partes VII.5 y VIII.1 del Almagesto, el catálogo de estrellas compilado por Tolomeo en el siglo II. El trabajo de al-Sufi incluía ilustraciones de las constelaciones y representaba las estrellas más brillantes como puntos. El libro original no ha sobrevivido, pero una copia del año 1009 aproximadamente se conserva en la Universidad de Oxford.
Quizás el mapa de estrellas europeo más antiguo fue un manuscrito de pergamino titulado De Composicione Spere Solide. Probablemente fue producido en Viena en 1440, y constaba de un mapa en dos partes que describe las constelaciones del hemisferio norte y de la eclíptica, y pudo haber servido como prototipo para el primer mapa estelar impreso en Europa, un conjunto de imágenes sobre planchas de madera realizados en 1515 por Alberto Durero en Núremberg, Alemania.

### Edad Moderna

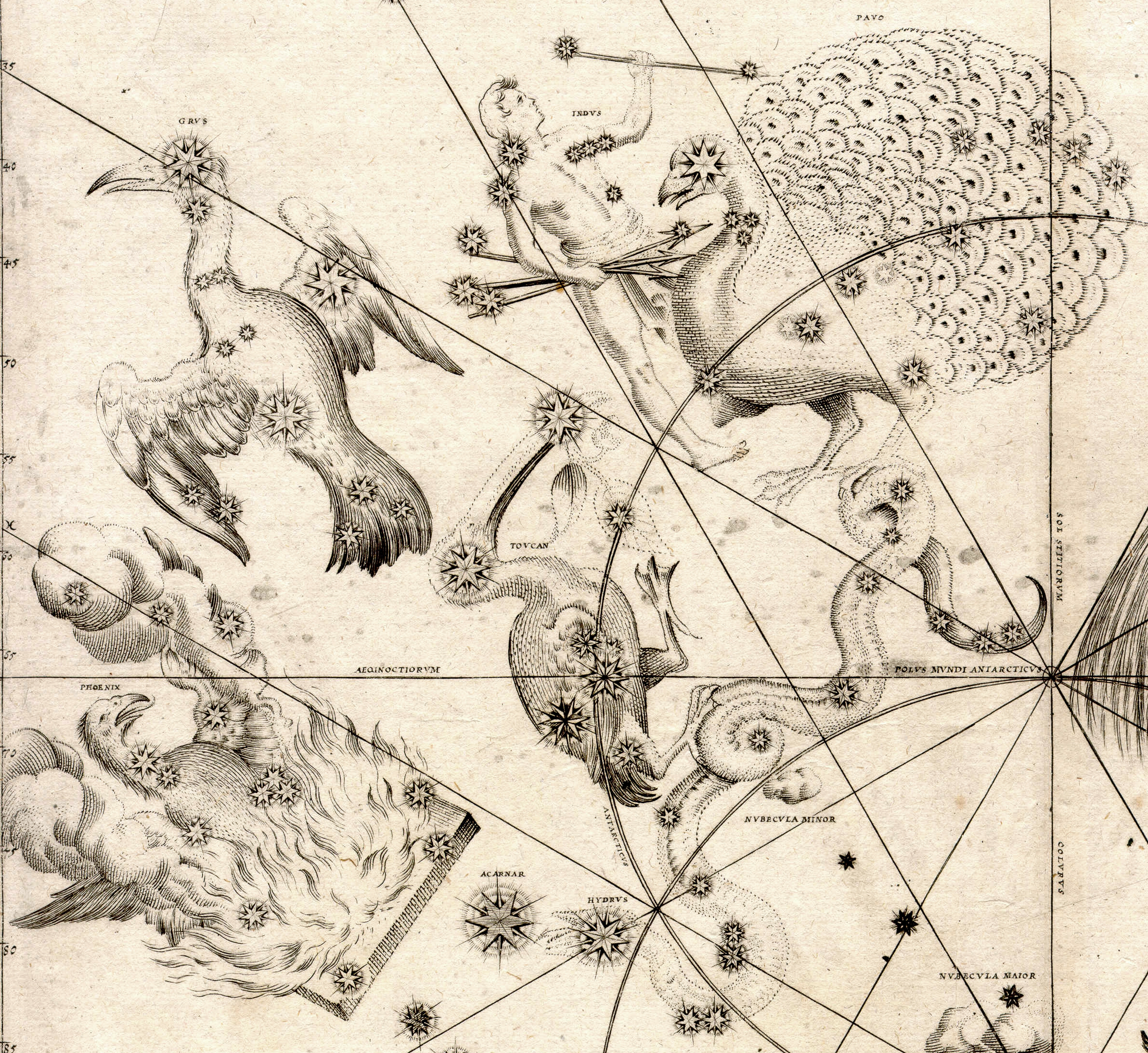
Aves del sur. Uranometria 1603

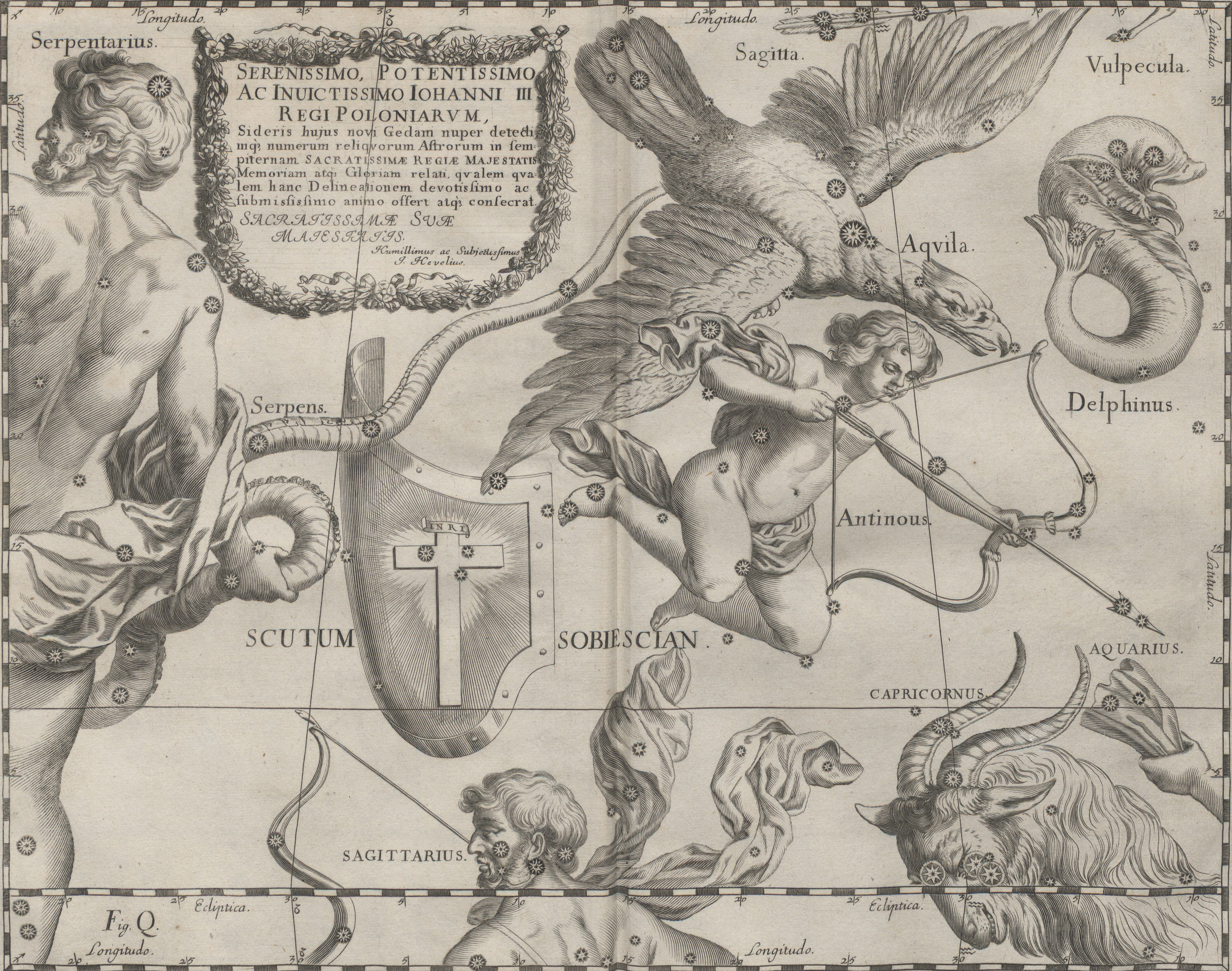
Hevelius – Firmamentum Sobiescianum sive Uranographia 1690

Durante la Era de los Descubrimientos Europea, las expediciones al hemisferio sur se tradujeron en la necesidad de añadir nuevas constelaciones a las cartas estelares. Es posible que tengan su origen en los registros de dos marinos holandeses, Pieter Dirkszoon Keyser y Frederick de Houtman, quienes en 1595 viajaron juntos a las Indias Orientales Neerlandesas. En 1601 sus recopilaciones se plasmaron en el globo de Jodocus Hondius, quien añadió 12 nuevas constelaciones del sur. Muchos otros mapas semejantes fueron producidos, incluyendo la célebre Uranometria de Johann Bayer de 1603, el primer atlas gráfico de los dos hemisferios celestes y en el que se introdujeron por primera vez las denominaciones de Bayer para identificar las estrellas más brillantes utilizando el alfabeto griego. La Uranometria contenía 48 mapas de constelaciones tolemaicas, un plano de las constelaciones del sur y otros dos planos que muestran los hemisferios del norte y del sur enteros en proyección estereográfica polar. Por su parte, su colega y amigo Julius Schiller, publicó en 1627 la obra Coelum Stellatum Christianum, un atlas celeste con las denominaciones clásicas de las constelaciones sustituidas por nombres cristianos, que no pasó de ser una rareza. 
El polaco Johannes Hevelius completó su atlas estelar titulado Firmamentum Sobiescianum en 1690. Contenía 56 grandes mapas estelares en páginas dobles y mejoró la exactitud de la posición de las estrellas del sur. Introdujo 11 constelaciones más (Scutum, Lacerta, Canes Venatici, etc.).
La Uranometria nova, publicada por Friedrich Argelander en 1843, incluyó por primera vez la práctica totalidad de los nombres de las 88 constelaciones utilizados en la actualidad.

## Tipologías de cartas celestes

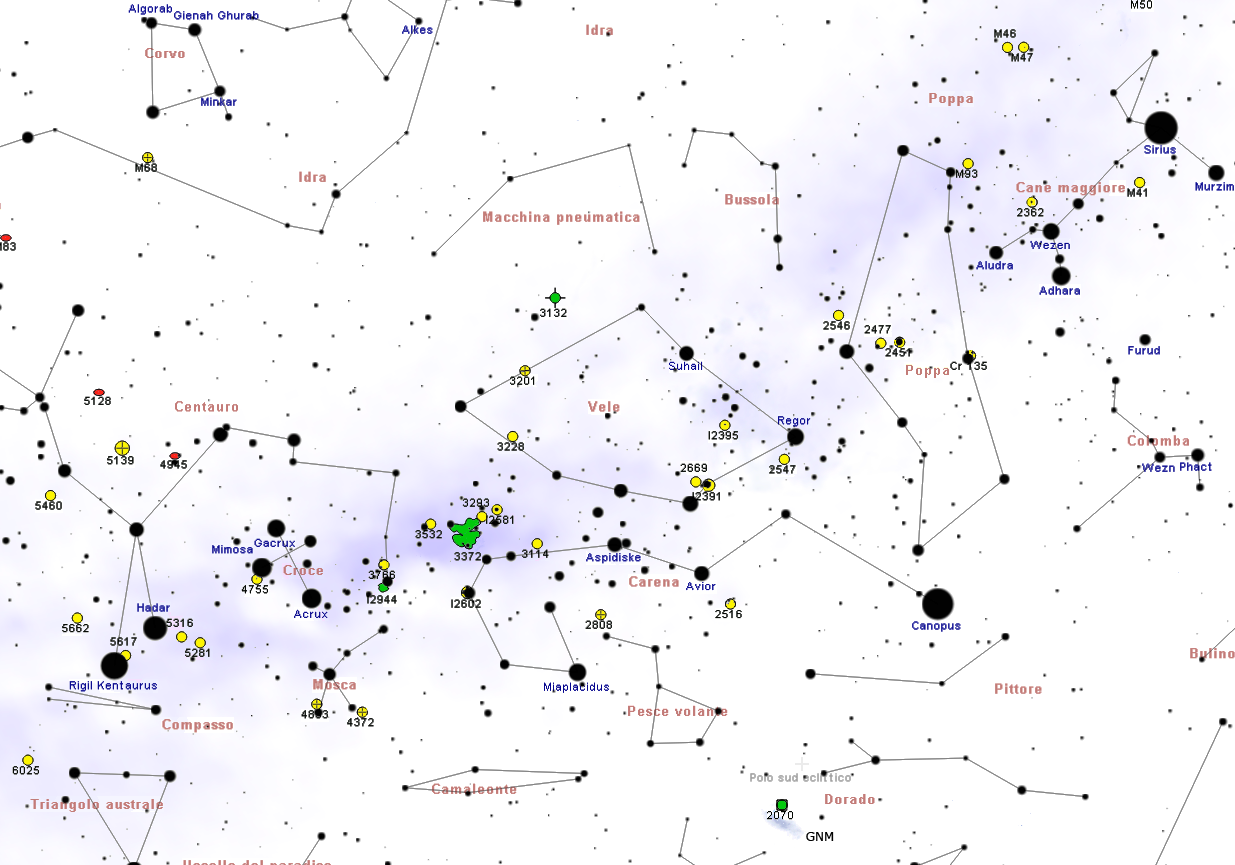
Carta celeste moderna: han desaparecido las ilustraciones y aparecen diversos objetos del cielo profundo

Suele haber tres tipos de cartas celestes.
Los más sencillos representan toda la bóveda celeste, en forma de  planisferio o de doble hemisferio, y suelen encontrarse en  atlas geográficos o se imprimen en gran formato para poder ser utilizados como carteles o para uso educativo. También se incluyen mapas estacionales o mensuales, es decir, que representan el hemisferio visible en un momento dado en una latitud determinada, en uso por astrofilos aficionados o siempre para uso educativo. Rara vez este tipo de cartas alcanza una gran exhaustividad: al ser cartas generales, a menudo sólo muestran las estrellas más brillantes o las visibles a simple vista, además de unos pocos objetos de naturaleza no estelar. A diferencia de otras cartas celestes, las cartas mensuales (o, mejor aún, diarias) pueden contener también objetos del Sistema Solar.
Otras cartas pueden representar porciones más pequeñas del cielo o constelaciones individuales: estos tipos de cartas pueden tener más detalles y contener más estrellas y objetos, además de, en muchos casos, una cuadrícula de coordenadas astronómicas (la ascensión recta y la declinación (astronomía)). Estas cartas a menudo se combinan en un atlas, que abarca franjas del cielo o un hemisferio o incluso toda la bóveda celeste; son muy utilizadas por los astrónomos, ya que a menudo alcanzan un nivel muy alto de precisión.
Un tercer tipo es el de las cartas detalladas, es decir, las que pretenden mostrar porciones muy limitadas del cielo; estas cartas se crean para facilitar la identificación de una estrella especialmente débil o de un objeto muy pequeño mediante el sistema de alineación, y a menudo contienen una estrella u objeto relativamente brillante como referencia. Algunos atlas presentan un conjunto de estas cartas, otros están agrupados en obras que ayudan a localizar una determinada clase de objetos celestes. También pueden no presentar la cuadrícula de coordenadas.

### Gráficos de estrellas
- Sky Chart – Carta de Estrellas del Norte Recortable Gratuita
- Planispherium – Carta de Estrellas del Norte Recortable Gratuita en Latín
- SFA Star Charts – Carta Estelar Gratuita
- Geody Star Charts – Cartas estelares imprimibles, sencillas y gratuitas (CC-by-sa) para distintas latitudes y épocas del año
- Carta estelar en línea
- Mapas estelares mensuales para cualquier ubicación sobre la Tierra Archivado el 13 de septiembre de 2007 en Wayback Machine.
- The Evening Sky Map – Mapas estelares mensuales y calendario gratuitos para Free para observadores celestes ecuatoriales y de los hemisferios norte y sur.
- Sky Map Online – Carta Estelar Interactiva y Gratuita (muestra alrededor de 1,2 millones de estrellas hasta la magnitud 12)
- Mapa estelar Personalizado  – Mapas estelares en formato digital de cualquier fecha pasada o futura.
- Stellarmap.com – Mapa en línea Online de las estrellas (requiere un buscador compatible como Chrome, Opera, Firefox, Safari o IE9).

- Datos: Q842617
- Multimedia: Celestial maps / Q842617